# أداة بستنة

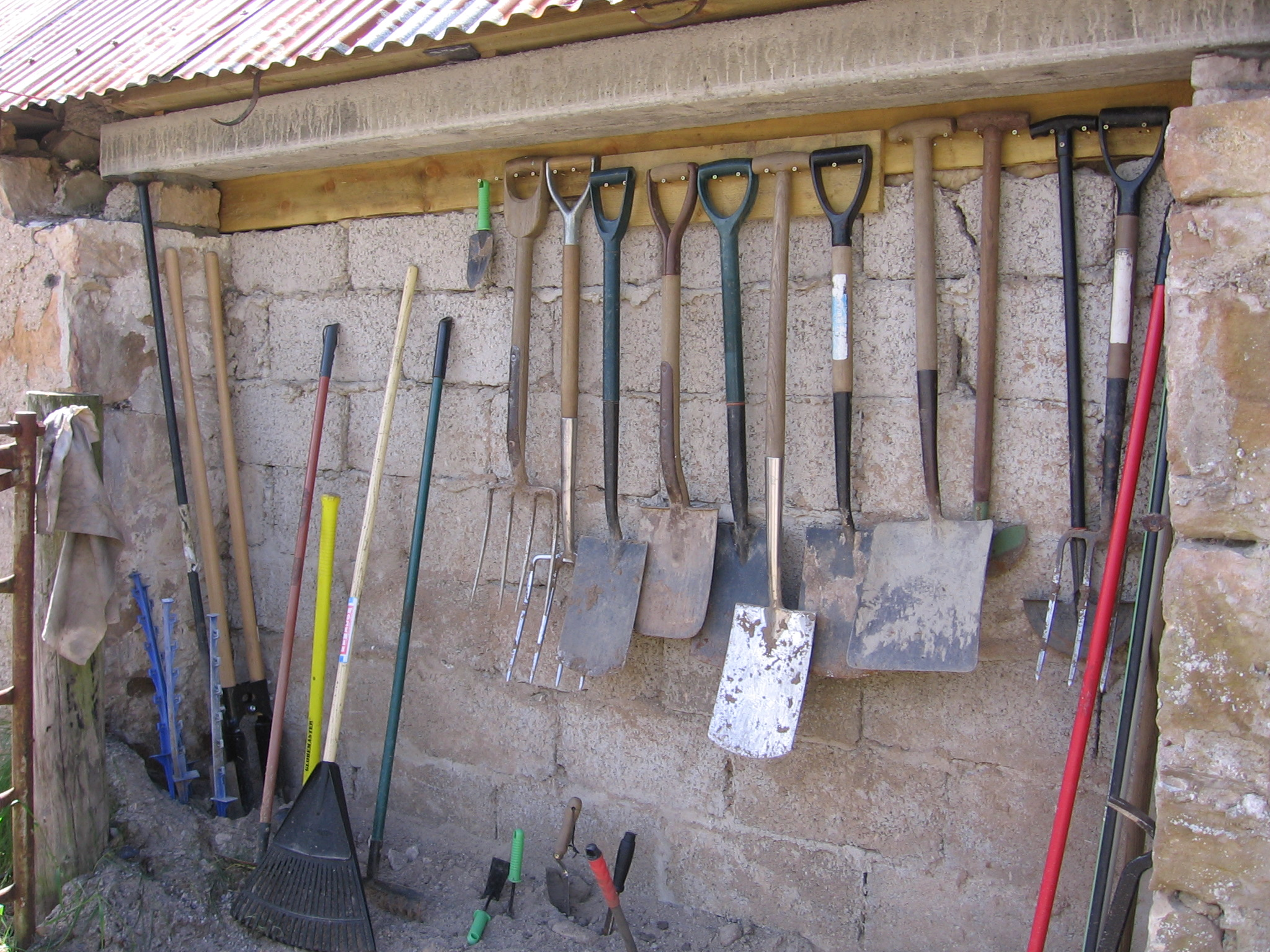
مجموعة متنوعة من أدوات البستنة والزراعة.

أداة البستنة هي أداة مصنوعة للمزارع والحدائق وتشترك مع عدد من الأدوات المُخصصة للزراعة والبستنة. أداة البستنة قد تكون أداةً يدوية أو أداة تشغيليّة.

## الأدوات اليدوية
الأداة اليدوية لا زال يستعملها المُزارعون حتى الآن مع أوائل الأدوات التي استعملها الإنسان. من ضمنها:
- فأس
- منجل
- مذارة
- جاروف
- محش
- مجرفة
- جرافة البستنة
- معزقة
- شوكة الحديقة
- مدمة

في بعض الأماكن المنجل الماشيتي يُستعمل كأداة بستنة كذلك.
أدوات البستنة البدائية كانت تُصنع من الخشب، الصّوان، المعادن، الصّفيح، والعظام. ومع تطور الأعمال المهنية ظهرت الأدوات النحاسية، وبعدها الحديدية ثمّ الفولاذية، مما مكنت تصنيع أدوات أكثر فاعلية ومقاومةً. الأعمال الفولاذية التصنيعيّة مكّنت من تصنيع أدوات قطع ذات كفاءة عالية، متضمنةً مقصات التشذيب، ومحرّكات جز العشب وقطعها.

### بيئة العمل
تصميم الأدوات الحديثة تتضمن اعتبارات لبيئة العمل. تُصنع الأدوات وتصمم لتقليل الجهد على جسم الإنسان عند عمله. أكثر الأدوات كفاءةً هي تلك التي تجعل الإنسان في أكثر المناطق راحةً بينما هي تعمل. وهذا يعمل على خفض الجهد على المفاصل والعضلات. 

## الأدوات التشغيليّة
أول أداة تشغيلية أخذت صيتاً بين المُزارعين كانت الجزازة. وتبعها مدى كبير من الأدوات التشغيلية التي تتضمن:
- مشط.
- ري بالرش.
- منشار جنزيري.
- جزازة.

### التأثير البيئي
الأدخنة المتصاعدة من المُعدّات التي تعمّل على حرق الغازات هي مصدر ملحوظ لتلوث الهواء. معايير الانبعاثات الأمريكية تُخصص حدّاً للغازات المنبعثة من المحركات الصّغيرة.